# 熊本市立総合ビジネス専門学校
熊本市立総合ビジネス専門学校（くまもとしりつそうごうビジネスせんもんがっこう）は、熊本県熊本市西区上熊本三丁目にある公立専修学校。全国的にも数少ない公立の商業系専門学校である。

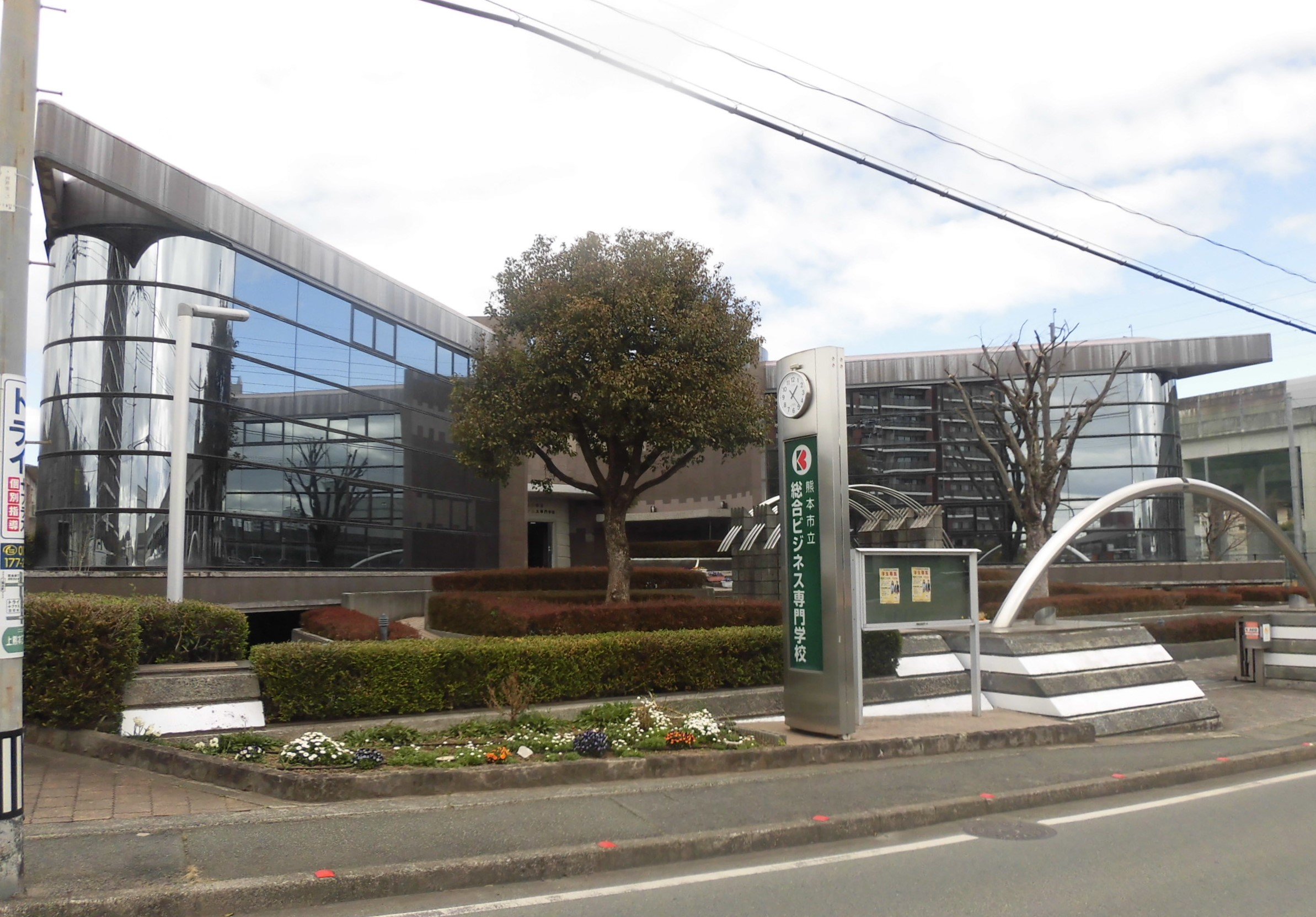
外観

## 沿革
- 1949年（昭和24年）4月 - 熊本市立商業実務員養成所創設。
- 1955年（昭和30年）4月 - 各種学校として認可。
- 1959年（昭和34年）4月 - 熊本市立実務商業学校に改称。
- 1979年（昭和54年）4月 - 熊本市立実務商業専門学校に改称（専修学校認可）。
- 1991年（平成 3年）4月 - 総合ビジネス科設置（高卒2年制の専門課程）。現校舎に移転開校と同時に熊本市立総合ビジネス専門学校と改称。
- 1995年（平成 7年）1月 - 総合ビジネス科卒業生に「専門士」（商業実務専門課程）の称号の付与認可。
- 1999年（平成11年）11月 - 創立50周年記念式典。
- 2000年（平成12年）4月 - 経理科廃止。
- 2007年（平成19年）4月 - 総合ビジネス科を経理ビジネスコース、経理情報コース、観光・サービスコースに改編。OA経理科は夜間に改編。
- 2008年（平成20年）4月 - 総合ビジネス科国際ビジネスコース廃止。
- 2009年（平成21年）11月 - 創立60周年記念式典。

## 所在地
- 〒860-0079　熊本県熊本市西区上熊本三丁目25番5号